# Bashley F.C.
Bashley F.C. là một câu lạc bộ bóng đá Anh tọa lạc ở Bashley, gần New Milton, Hampshire. Đội bóng được thành lập năm 1947 và hiện tại là thành viên của Southern League Division One South & West.
Bashley là một ngôi làng nhỏ gần New Milton và đội bóng nằm trên Bashley Road. Họ có biệt danh "The Bash". Sân vận động của họ có tên là "Bashley Road". Các cầu thủ trước đây của câu lạc bộ bao gồm Wade Elliott, thi đấu cho Bristol City, Birmingham City, Burnley và Bournemouth (Wade chi thi đấu cho các câu lạc bộ có tên bắt đầu bằng chữ B !) và cựu cầu thủ Liverpool Jimmy Case, vô địch 4 lần First Division và 3 Cup châu Âu là cầu thủ/huấn luyện viên trong những năm 1990.

## Lịch sử
Bashley Football Club thành lập năm 1947 và gia nhập Bournemouth League năm 1950, thi đấu cho đến trước khi rời đi năm 1983 để gia nhập Division Three của Hampshire League. Mùa giải 1984–85, câu lạc bộ giành quyền thăng hạng lên Division Two và mùa giải sau đó họ vô địch Russell Cotes Cup. Năm 1986 họ trở thành thành viên sáng lập của Wessex League và giành danh hiệu vô địch trong 3 năm đầu tiên họ tham gia, 1986–87, 1987–88 và 1988–89. Mùa giải 1987–88, Bashley nổi bật lên trong cả nước khi lọt vào đến bán kết FA Vase, thua 1–0 trước Emley ở lượt về của trận bán kết sau khi hòa 1–1 ở lượt đi tại Recreation Ground. Theo sau 3 danh hiệu Wessex League, câu lạc bộ được chấp nhận vào Southern Football League Southern Division và vô địch ngay ở mùa đầu tiên, giành quyền thăng hạng lên Premier Division, nơi họ thi đấu trong 4 mùa giải trước khi bị xuống hạng.
Mùa giải 1994–95, Bashley lần đầu tiên vào đến vòng 1 của FA Cup, giành chiến thắng 1–0 trước Chesham United để vào vòng 2 gặp đối thủ Swansea City ở Recreation Ground, và họ thất bại với tỷ số sát nút 1–0.
Bashley cho thấy mình là một đội bóng luôn ở giữa bảng xếp hạng cho đến mùa giải 1997–98, khi cựu vô địch European Cup Jimmy Case được bổ nhiệm làm HLV và dẫn dắt đội bóng đứng chung cuộc ở vị trí thứ 3. Mùa giải 2001–02 chứng kiến thành tích tốt nhất trong FA Trophy của họ, kết thúc bởi trận thua ở vòng 4 trước Stevenage Borough.
Kể từ mùa giải 2004–05, câu lạc bộ chuyển sang Isthmian League Division One bởi sự tái thiết cấu trúc lớn, nhưng vào năm 2006 họ lại tiếp tục di chuyển, lần này là đến Southern League. Bashley thăng hạng lên Southern League Premier Division cuối mùa giải 2006–07, sau khi đạt số điểm kỉ lục 102 điểm ở Southern League South and West Division.

## Mùa giải
Đây là kết quả 10 mùa giải gần đây nhất của Bashley.
| Năm     | Giải đấu                                           | Cấp độ | Số trận đã đấu | W  | D  | L  | GF  | GA  | GD  | Điểm | Vị thứ                      | Cầu thủ ghi nhiều bàn thắng nhất | Cầu thủ ghi nhiều bàn thắng nhất | FA Cup | FA Cup | FA Trophy | FA Trophy | Số khán giả trung bình đến xem |
| Năm     | Giải đấu                                           | Cấp độ | Số trận đã đấu | W  | D  | L  | GF  | GA  | GD  | Điểm | Vị thứ                      | Tên                              | Số bàn thắng                     | Res    | Rec    | Res       | Rec       | Số khán giả trung bình đến xem |
| ------- | -------------------------------------------------- | ------ | -------------- | -- | -- | -- | --- | --- | --- | ---- | --------------------------- | -------------------------------- | -------------------------------- | ------ | ------ | --------- | --------- | ------------------------------ |
| 2004-05 | Southern Football League Division One              | 8      | 42             | 13 | 13 | 16 | 68  | 74  | -6  | 52   | 14/22                       |                                  |                                  | QR1    | 1-0-1  | R1        | 1-0-1     |                                |
| 2005-06 | Southern Football League Division One              | 8      | 44             | 20 | 10 | 14 | 63  | 61  | 2   | 70   | 9/23 Di chuyển              |                                  |                                  | QR1    | 1-0-1  | QR1       | 0-0-1     |                                |
| 2006-07 | Southern Football League Division One South & West | 8      | 42             | 32 | 6  | 4  | 111 | 35  | +76 | 102  | 1/22 Thăng hạng             |                                  |                                  | QR3    | 3-0-1  | PR        | 0-1-1     |                                |
| 2007-08 | Southern Football League Premier Division          | 7      | 42             | 19 | 12 | 11 | 60  | 46  | +14 | 69   | 5/22 Thua ở bán kết playoff | Richard Gillespie                | 15                               | QR3    | 2-1-1  | R1        | 2-0-1     | 325                            |
| 2008-09 | Southern Football League Premier Division          | 7      | 42             | 15 | 12 | 15 | 52  | 58  | -6  | 57   | 14/22                       | ?                                | ?                                | QR3    | 2-1-1  | R1        | 3-1-1     | 293                            |
| 2009-10 | Southern Football League Premier Division          | 7      | 42             | 20 | 11 | 11 | 79  | 61  | +18 | 71   | 7/22                        | David Allen                      | 21                               | QR2    | 1-0-1  | R1        | 3-0-1     | 305                            |
| 2010-11 | Southern Football League Premier Division          | 7      | 40             | 14 | 10 | 16 | 55  | 63  | -8  | 52   | 11/21                       | Mark Gamble                      | 13                               | QR3    | 2-1-1  | QR1       | 0-0-1     | 256                            |
| 2011-12 | Southern Football League Premier Division          | 7      | 42             | 13 | 13 | 16 | 58  | 74  | -16 | 52   | 13/22                       | Mark Gamble                      | 12                               | QR1    | 0-0-1  | QR1       | 0-1-1     | 226                            |
| 2012-13 | Southern Football League Premier Division          | 7      | 42             | 13 | 10 | 19 | 47  | 63  | -16 | 49   | 17/22                       | Mark Gamble                      | 11                               | QR1    | 0-1-1  | QR1       | 0-1-1     | 165                            |
| 2013-14 | Southern Football League Premier Division          | 7      | 44             | 4  | 4  | 36 | 33  | 131 | -98 | 16   | 23/23 Xuống hạng            | Jack Odam                        | 14                               | QR2    | 1-0-1  | QR1       | 0-0-1     | 147                            |

## Sân vận động
Bashley thi đấu trên sân nhà Bashley Road, Bashley, New Milton BH25 5RY.

## Đội hình hiện tại
Ghi chú: Quốc kỳ chỉ đội tuyển quốc gia được xác định rõ trong điều lệ tư cách FIFA. Các cầu thủ có thể giữ hơn một quốc tịch ngoài FIFA.
| Số | VT | Quốc gia | Cầu thủ       |
| -- | -- | -------- | ------------- |
| —  | TM | Anh      | Callum Maher  |
| —  | TM | Anh      | Kenny Vaughan |
| —  | HV | Anh      | Brad Morris   |
| —  | HV | Zambia   | Gary Rogers   |
| —  | HV | Anh      | Ronan Moore   |
| —  | HV | Anh      | Aaron Dunne   |
| —  | HV | Anh      | Lee Taylor    |
| —  | TV | Anh      | Chris Hall    |
| —  | TV | Anh      | Bouwe Bosma   |
| —  | TV | Anh      | Ben Burbidge  |

| Số | VT | Quốc gia | Cầu thủ                  |
| -- | -- | -------- | ------------------------ |
| —  | TV | Anh      | Pearce Farren            |
| —  | TV | Anh      | Ryan Brading             |
| —  | TV | Anh      | Blayne Kinley            |
| —  | TV | Anh      | Connor Cullingford       |
| —  | TV | Anh      | Matthew Head             |
| —  | TV | Anh      | Ashley Booker            |
| —  | TĐ | Anh      | Richard Morse            |
| —  | TĐ | Anh      | Leighton Speechley-Price |
| —  | TĐ | Anh      | Mitchell Speechley-Price |
| —  | TĐ | Anh      | Adam Drodge              |

## Nhân viên
| Tên                 | Chức vụ     |
| ------------------- | ----------- |
| HLV                 | Paul Morris |
| HLV                 | Tom Prodomo |
| HLV thể lực         | Anh         |
| Nhà vật lý trị liệu | Anh         |
| HLV thủ môn         | Anh         |

## Các danh hiệu

### Danh hiệu Giải đấu
- Southern League Division One South & West[2]
  - Vô địch (1): 2006–07
- Southern League Southern Division[2]
  - Vô địch (1): 1989–90
- Wessex League[2]
  - Vô địch (3): 1986–87, 1987–88, 1988–89
- Hampshire League Division Three[2]
  - Vô địch (1): 1984–85

### Danh hiệu Cup
- Russell Cotes Cup[4]
  - Vô địch (3): 1985–86, 1990–91, 1992–93

## Các kỉ lục
- Thành tích tốt nhất cấp độ giải đấu:[2] thứ 4 ở Southern League Premier Division, 1991–92
- Thành tích tốt nhất ở FA Cup:[2] vòng 2, 1994–95
- Thành tích tốt nhất ở FA Trophy:[2] vòng 4, 2001–02
- Thành tích tốt nhất ở FA Vase:[2] bán kết, 1987–88

## Former players
1. Các cầu thủ thi đấu/huấn luyện ở Football League hoặc các cấp độ tương đương khác ở nước ngoài.

2. Các cầu thủ thi đấu đội tuyển quốc gia.
| - Justin Keeler - Stuart Ritchie - Jimmy Case - Brian O'Donnell - Max Cream - Jordan Rose - Wayne Brown - Richie Moran - Jake Newton - Neal Bartlett | - John Chiedozie - Aaron Cook - Alex Parsons - Paul Compton - David West - Ian Leigh - Stuart Barfoot - Dan Strugnell - Wade Elliott - Robbie Carroll |